# TFF 1. Lig 2019-2020
La TFF 1. Lig 2019-2020 è stata la 19ª edizione della TFF 1. Lig, la seconda serie del campionato turco di calcio. La stagione è iniziata il 16 agosto 2019 e la stagione regolare si concluderà il 2 maggio 2020. Le partite della stagione 2019-2020 sono state annunciate il 18 luglio 2019. Il 12 marzo 2020, il Ministero della Gioventù e dello Sport ha annunciato che le partite si giocheranno dietro porte chiuse negli stadi fino alla fine di aprile a causa della pandemia di coronavirus. Il 19 marzo 2020 il campionato è stato sospeso. Il campionato è ripreso a porte chiuse il 19 giugno fino al 19 luglio 2020. Le semifinali si sono giocate il 22 e 26 luglio, poi la finale si è giocata il 30 luglio 2020.

## Stagione

### Novità
Dalla TFF 1. Lig 2018-2019 sono stati promossi in Süper Lig il Denizlispor, il Gençlerbirliği e il Gaziantep, mentre sono stati retrocessi in TFF 2. Lig l'Afjet Afyonspor, l'Elazığspor e il Karabükspor. Dalla Süper Lig 2018-2019 sono stati retrocessi il Bursaspor, l'Erzurumspor FK e il Akhisar Belediyespor. Dalla TFF 2. Lig 2018-2019 sono stati promossi il Keçiörengücü, il Menemen e il Fatih Karagümrük.

### Formula
Le 18 squadre partecipanti si affrontano in un girone all'italiana con doppie partite di andata e ritorno, per un totale di 34 giornate. Le prime due classificate sono promosse direttamente in Süper Lig. Le squadre classificate dal terzo al sesto posto si affrontano nei play-off promozione e la squadra vincitrice viene promossa in Süper Lig. Le ultime tre classificate sono retrocesse in TFF 2. Lig.

## Squadre partecipanti
| Squadra              | Città                | Stadio                             | Stagione precedente                |
| -------------------- | -------------------- | ---------------------------------- | ---------------------------------- |
| Adana Demirspor      | Adana                | Adana 5 Ocak Stadyumu              | 6º in TFF 1. Lig                   |
| Adanaspor            | Adana                | Adana 5 Ocak Stadyumu              | 12º in TFF 1. Lig                  |
| Akhisar Belediyespor | Akhisar              | Afyon Zafer Stadyumu               | 18º in Süper Lig                   |
| Altay                | Smirne               | Stadio İzmir Atatürk               | 10º in TFF 1. Lig                  |
| Altınordu            | Smirne               | Doğanlar Stadium                   | 7º in TFF 1. Lig                   |
| Balıkesirspor        | Balıkesir            | Balıkesir Atatürk Stadyumu         | 15º in TFF 1. Lig                  |
| Boluspor             | Bolu                 | Bolu Atatürk Stadyumu              | 9º in TFF 1. Lig                   |
| Bursaspor            | Bursa                | Timsah Arena                       | 14º in Süper Lig                   |
| Erzurumspor          | Erzurum              | Stadio Kâzım Karabekir             | 17º in Süper Lig                   |
| Eskişehirspor        | Eskişehir            | Eskişehir Yeni Stadyumu            | 14º in TFF 1. Lig                  |
| Fatih Karagümrük     | Istanbul             | Stadio olimpico Atatürk            | vincitore playoff di TFF 2. Lig    |
| Giresunspor          | Giresun              | Stadio Atatürk                     | 13º in TFF 1. Lig                  |
| Hatayspor            | Antakya              | Stadio Atatürk                     | 3º in TFF 1. Lig                   |
| İstanbulspor         | Istanbul             | Necmi Kadıoğlu Stadium             | 11º in TFF 1. Lig                  |
| Keçiörengücü         | Ankara               | Stadio Aktepe                      | 3º nel gruppo bianco di TFF 2. Lig |
| Menemen              | Distretto di Menemen | Menemen İlçe Stadium               | 1º nel gruppo rosso di TFF 2. Lig  |
| Ankaraspor           | Ankara               | Stadio Osmanlı                     | 4º in TFF 1. Lig                   |
| Ümraniyespor         | Istanbul             | Ümraniye Belediyesi Şehir Stadyumu | 8º in TFF 1. Lig                   |

## Classifica finale
|  | Pos. | Squadra              | Pt | G  | V  | N  | P  | GF | GS | DR  |
|  | ---- | -------------------- | -- | -- | -- | -- | -- | -- | -- | --- |
|  | 1.   | Hatayspor            | 66 | 34 | 19 | 9  | 6  | 48 | 28 | +20 |
|  | 2.   | Erzurumspor FK       | 62 | 34 | 18 | 8  | 8  | 41 | 25 | +16 |
|  | 3.   | Adana Demirspor      | 61 | 34 | 17 | 10 | 7  | 68 | 44 | +24 |
|  | 4.   | Akhisar Belediyespor | 57 | 34 | 16 | 9  | 9  | 46 | 39 | +7  |
|  | 5.   | Fatih Karagümrük     | 56 | 34 | 15 | 11 | 8  | 53 | 39 | +14 |
|  | 6.   | Bursaspor (-3)       | 56 | 34 | 17 | 8  | 9  | 49 | 41 | +8  |
|  | 7.   | Altay                | 54 | 34 | 14 | 12 | 8  | 45 | 37 | +8  |
|  | 8.   | Keçiörengücü         | 50 | 34 | 13 | 11 | 10 | 33 | 28 | +5  |
|  | 9.   | Menemen              | 44 | 34 | 11 | 11 | 12 | 42 | 46 | -4  |
|  | 10.  | Giresunspor          | 44 | 34 | 12 | 8  | 14 | 40 | 47 | -7  |
|  | 11.  | Ümraniyespor         | 44 | 34 | 12 | 8  | 14 | 48 | 51 | -3  |
|  | 12.  | İstanbulspor         | 40 | 34 | 9  | 13 | 12 | 45 | 43 | +2  |
|  | 13.  | Balıkesirspor        | 38 | 34 | 9  | 11 | 14 | 36 | 48 | -12 |
|  | 14.  | Altınordu            | 37 | 34 | 8  | 13 | 13 | 37 | 44 | -7  |
|  | 15.  | Boluspor             | 33 | 34 | 6  | 15 | 13 | 30 | 41 | -11 |
|  | 16.  | Ankaraspor (-3)      | 30 | 34 | 8  | 9  | 17 | 41 | 53 | -12 |
|  | 17.  | Adanaspor            | 21 | 34 | 3  | 12 | 19 | 31 | 53 | -22 |
|  | 18.  | Eskişehirspor (-15)  | 12 | 34 | 7  | 6  | 21 | 34 | 60 | -26 |

Legenda:
      Promossa in Süper Lig 2020-2021
 Ammessa ai play-off
Note:
Tre punti a vittoria, uno a pareggio, zero a sconfitta.
Il Bursaspor ha scontato 3 punti di penalizzazione.
L'Osmanlispor ha scontato 3 punti di penalizzazione.
L'Eskisehirspor ha scontato 15 punti di penalizzazione.

## Play-off

### Tabellone
|  | Semifinali | Semifinali             | Semifinali | Semifinali | Semifinali |  |  | Finale                 | Finale                 | Finale |  |
|  |            |                        |            |            |            |  |  |                        |                        |        |  |
|  | 6          | Bursaspor              | 0          | 1          | 1          |  |  |                        |                        |        |  |
|  | 3          | Adana Demirspor        | 0          | 4          | 4          |  |  | Adana Demirspor        | Adana Demirspor        | 1 (5)  |  |
|  | 5          | Fatih Karagümrük (dtr) | 3          | 1          | 4          |  |  | Fatih Karagümrük (dtr) | Fatih Karagümrük (dtr) | 1 (6)  |  |
|  | 4          | Akhisar Belediyespor   | 3          | 0          | 3          |  |  |                        |                        |        |  |

### Semifinali
|                      | Risultati |                      | Luogo e data             |
| -------------------- | --------- | -------------------- | ------------------------ |
| Bursaspor            | 0 - 0     | Adana Demirspor      | Bursa, 22 luglio 2020    |
| Adana Demirspor      | 4 - 1     | Bursaspor            | Adana, 26 luglio 2020    |
|                      |           |                      |                          |
| Fatih Karagümrük     | 3 - 3     | Akhisar Belediyespor | Istanbul, 22 luglio 2020 |
| Akhisar Belediyespor | 0 - 1     | Fatih Karagümrük     | Akhisar, 26 luglio 2020  |
|                      |           |                      |                          |

### Finale
|                 | Risultati       |                  | Luogo e data             |
| --------------- | --------------- | ---------------- | ------------------------ |
| Adana Demirspor | 1 - 1 (5-6 dtr) | Fatih Karagümrük | Istanbul, 30 luglio 2020 |
|                 |                 |                  |                          |